# Kvalitativní výzkum
V sociálních vědách pojem kvalitativní výzkum označuje výzkum, který se zaměřuje na to, jak jednotlivci a skupiny nahlížejí, chápou a interpretují svět.
Podle jiných kritérií může být jako kvalitativní výzkum označován takový výzkum, který neužívá statistických metod a technik. V tomto pojetí je v opozici k výzkumu kvantitativnímu, v praxi psychologického a sociologického výzkumu jsou oba přístupy nejčastěji doplňkem jeden druhého.

## Charakteristika kvalitativního výzkumu
Impulsem pro rozšíření kvalitativního výzkumu byla reakce výzkumníků na dominanci kvantitativních metod zkoumání, které se opírají o přírodovědný a pozitivistický způsob řešení výzkumných otázek, hypoteticko-deduktivní paradigma, strukturovaný sběr dat a statistické metody testování hypotéz.
Kvalitativní výzkum se snaží interpretovat pohledy subjektů na zkoumaný předmět tím, že výzkumník přejímá jejich perspektivu. Využívá se podrobný popis každodenních situací. Jde o porozumění akcím a významům v jejich sociálním kontextu. Při kvalitativním výzkumu se neredukuje počet proměnných ani vztahy mezi nimi, o jejich redukci rozhodují samy zkoumané subjekty.
Jsou upřednostňovány otevřené a nestrukturované výzkumné plány, analýza vychází z velkého množství informací o malém počtu jedinců. Převažuje zájem o reálné celky, interakce mezi aktéry a individuální osudy.
Úkolem kvalitativního výzkumu je vytvoření holistického obrazu zkoumaného předmětu, zachycení toho, jak účastníci procesů situace interpretují a zachycení interpretací těchto interpretací.

### Předpoklady kvalitativního výzkumu
1. Ontologické* předpoklady znamenají zodpovědět otázku jaká je povaha a forma reality.
Kvalitativní výzkumníci považují za rozhodující tu realitu, která je konstruována zkoumanými jedinci. Z toho vyplývá, že existuje v jedné situaci mnoho realit (reality výzkumníka, zkoumaných osob, čtenářů, kteří studii interpretují).
2. Epistemologické* předpoklady definují vztah mezi výzkumníkem a tím co se poznává.
V kvalitativním výzkumu jsou výzkumníci a sledované osoby ve vzájemné interakci. Interakce má podobu delšího pobytu ve sledované skupině nebo jde přímo o spolupráci. Výzkumník se snaží zmenšit odstup od lidí na nejnižší možnou míru.
3. Axiologické předpoklady se týkají hodnotového systému.
V kvalitativním výzkumu výzkumník aktivně informuje o svých hodnotách a hodnotách dalších účastníků výzkumu a z toho vyplývající systematické ovlivnění pozorování.
4. Rétorické předpoklady.
Jazyk výzkumu je neformální, osobní a je často založen na definicích vytvořených během studie.
5. Metodologické předpoklady jsou odvozovány z předešlých aspektů.
V kvalitativní metodologii převládá induktivní a abduktivní logika. Kategoriální systémy a teorie jsou vytvářeny na základě získaných dat, to zajišťuje, že vzniklé teorie jsou úzce kontextově spojené se zkoumaným jevem. Existuje průběžná interakce mezi výzkumnou otázkou, daty a použitými metodami.
* Kritický a aktuální souhrn epistemologických a ontologických předpokladů[1] je publikován v textu Epistemology and Metaphysics for Qualitative Research (Pernecký, 2016).

### Kvalitativní výzkum se může zabývat
- popisem procesů, vztahů, okolností, situací, systémů nebo lidí
- interpretací, explanací a explorací
- verifikací předpokladů, teorií nebo zobecnění
- evaluací a komparací praktik, inovací programů

### Základní přístupy ke kvalitativní analýze dat
- tematická analýza
- zakotvená teorie
- narativní analýza
- diskurzivní analýza
- interpretativní fenomenologická analýza